# 福井県立嶺北特別支援学校
福井県立嶺北特別支援学校（ふくいけんりつれいほくとくべつしえんがっこう）は、福井県坂井市丸岡町熊堂にある特別支援学校。

## 所在地
- 住所 〒910-0347 福井県坂井市丸岡町熊堂3-36

## 設置課程
- 小学部
- 中学部
- 高等部

## アクセス
- 京福バスの以下の路線で「県立大学前」下車、約900 m。
  - 38系統（大和田大学病院線） - 北陸新幹線・ハピラインふくい線・福井鉄道福武線 福井駅発着。
  - 82系統（丸岡永平寺線） - ハピラインふくい線 丸岡駅、えちぜん鉄道勝山永平寺線 永平寺口駅発着。途中丸岡バスターミナル、松岡駅を通る。休日・年末年始運休。
  - 83系統（大学病院松岡線） - 82系統と同一経路で、松岡駅から福井大学病院を経由し「県立大学前」を起終点とする。土曜・休日・年末年始運休。